# レバノンの都市の一覧

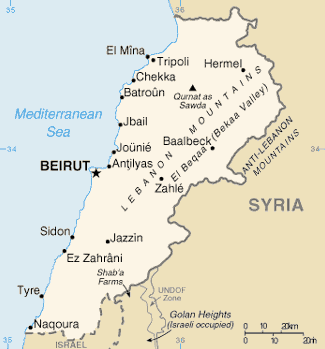
レバノンの都市

レバノンの都市の一覧。首都はベイルート。

## 人口10万人以上の都市(2014年)
| 順位 | 都市       | アラビア語 | 人口      | 県                       |
| ---- | ---------- | ---------- | --------- | ------------------------ |
| 1.   | ベイルート | بيروت      | 2,200,000 | ベイルート県             |
| 2.   | トリポリ   | طرابلس     | 500,000   | 北レバノン県             |
| 3.   | ジュニーエ | جونيه      | 430,000   | ケセルワン＝ジュベイル県 |
| 4.   | サイダ     | صيدا       | 266,000   | 南レバノン県             |
| 5.   | ティルス   | صور        | 174,000   | 南レバノン県             |
| 6.   | アレイ     | عاليه      | 100,000   | 山岳レバノン県           |
| 7.   | ジュベイル | جبيل       | 100,000   | ケセルワン＝ジュベイル県 |

## その他の都市
- バアブダー（en:Baabda）
- バールベック（en:Baalbek）
- エル＝ミーナー（en:El Mina）
- ジェジーン（en:Jezzine）
- マルジュアイユーン（en:Marjayoun）
- ナバティーエ（en:Nabatieh）
- リヤーク（en:Rayak (Riyaq)）
- ザーレ（en:Zahle）ザフレ
- ザガルター（en:Zgharta）